# اردوی زرین
اردوی زرّین (مغولی: Алтан Орд, Altan Ord، تاتاری: Алтын Урда, Altın Urda) یا خاقانات قپچاق که خود را اولوغ اولوس (در ترکی به معنی ایالت بزرگ) می‌نامیدند، بخشی از امپراتوری مغول بود که جانشینان جوچی پسر بزرگ چنگیز خان بر آن حکمرانی می‌کردند.
قلمرو اردوی زرّین در اوج خود شامل بیشتر اروپای شرقی، از دریاچهٔ خوارزم تا کرانه‌های شرقی رود دنیپر (در اوکراین امروزی) و از شرق تا بخش جنوب غربی سیبری گسترده بود. در جنوب، مرزهای اردوی زرّین به دریای سیاه، کوه‌های قفقاز، و قلمروی ایلخانیان محدود می‌شد.
این حکومت از نیمهٔ دوم سدهٔ ۷ه‍.ق/۱۳م تا نیمهٔ ۹ه‍.ق/۱۵م دوام داشت و بعد به دولت‌های کوچک‌تری تقسیم شد و سرانجام همهٔ متصرفات آن به دست دولت روسیه تزاری افتاد و اکنون جزو خاک روسیه است که از آن جمهوری‌های متعددی پدید آمده‌است. امپراتوری اردوی زرین دولتی ترکی-مغولی بود. خان‌های حاکم بر اردوی زرین نخست پیرو آیین شمن‌باوری بودند اما بعدها به دین اسلام گرایش یافتند و مسلمان شدند.

## نامگذاری
منشأ نام اردوی زرین (آلتین اردو) نامعلوم است. برخی پژوهشگران معتقد هستند که نام آن، اشاره‌ای به خیمهٔ باتو و حاکمان بعدی ایلات است. در زبان مغولی، آلتان اوردو به معنی اردو (خیمه یا قصر) طلایی است. (مغولی: Алтан Ордон، آلتان اوردون = کاخ طلا). آلتان (طلایی) همچنین اشاره به نشان امپراتوری مغول نیز دارد. در منابع دیگر ذکر شده‌است که باتو، چادری (خیمه) از جنس طلا (پایه‌های آن از جنس طلا بودند) داشته‌است و ایلات طلایی نیز نام خود را از آن گرفته‌اند.
آلتین اردو ترکیبی تُرکی است و برابر آن در زبان مغولی سیر اردو و در فارسی اردوی زرّین و در روسی «زولوتایااوردا» است. پایهٔ این نامگذاری را مورخان غربی (از جمله در دائرةالمعارف اسلام) به روس‌ها نسبت می‌دهند و علت آن را آراستن اردو و خرگاه شاهان و خان‌های این حکومت با اوراق و صفحات زرین می‌دانند. ابن بطوطه در وصف دربار سلطان ازبک، از خان‌های بزرگ آلتین اردو، می‌نویسد: که او روزهای جمعه پس از نماز در قبه‌ای به نام قبهٔ زرین می‌نشست و آن قبه از شاخه‌های چوبی پوشیده از اوراق زرین درست شده بود (صفحهٔ ۳۳۲). شاید نیز بدین جهت که چادرها و اردوهای ایشان به رنگ زرد بود که از نشانه‌های اقوام آسیای مرکزی شمرده می‌شد. این احتمال نیز هست که به منظور نشان‌دادن عظمت خویش چنین نامی بر خود نهاده باشند، اما اصطلاح «سیر اردو» ظاهراً از خود مغول‌هاست و از روسی ترجمه نشده‌است.
از اوایل سدهٔ ۸ه‍.ق/۱۴م دو مأخذ فارسی در دست داریم که در یکی اصطلاح «سیر اردو» و در دیگری هم اصطلاح اردوی زرّین به کار رفته‌است. یکی تاریخ وصاف است که در آن آمده‌است: «اردوی زرین را که سیر اردو خوانند بسوختند» (صفحهٔ ۵۱۷). این عبارت به مناسبت جنگ خانگی بزرگی است که در آن عصر میان شاهزادگان مغول در دشت‌های آسیا درگرفته بود. این جنگ‌ها میان متحدان چَپَر (چاپار) پسر قَیْدو (قایدو) از یک سو و میان توا از از احفاد جغتای (پسر چنگیز) و متحدانش از سوی دیگر بود که به نابودی قوای چپر پسر قیدو (پسر اوگتای) انجامید. اردوی زرین یا جانشینان باتو در این جنگ‌ها از چپر و قیدوییان حمایت می‌کردند و شاید هم سپاهی به یاری ایشان فرستاده بودند و این امر موجب شده بود که نگارندهٔ تاریخ وصاف شکست قیدوییان را شکست اردوی زرین بداند. ایلخانان ایران با اردوی زرین دشمن بودند و شکست این اردو و هم‌پیمانانش در کتاب‌هایی که در ایران تألیف شده بود، با نظر مساعد نگریسته می‌شد. مأخذ دیگر تاریخ اولجایتو از کاشانی است که در رویدادهای سال ۷۰۴ه‍.ق/۱۳۰۴م جنگ‌های شاهزادگان چنگیزی را از زبان فرستادگان ایشان به دربار اولجایتو نقل می‌کند و می‌گوید: «عاقبت، ییسور و چنکشی ایشان (یعنی قیدوییان) را فرو گرفتند و منهزم کردند و سیره اردو (اردوی زرّین) را بغارتیدند» (ص ۳۶). در اینجا هم مقصود از سیره سپاهیانی است که خان اردوی زرین به یاری قیدوییان فرستاده بود. پس اصطلاح سیر اردو اصطلاحی است که از خود مغول منتقل شده‌است.

## تاریخچه
اردوی زرین در تاریخ به امپراتوری وسیع باتو پسر جوچی (پسر ارشد چنگیز) و جانشینان او گفته می‌شود که از سوی مشرق و جنوب شرقی به متصرفات آق اردو و از سوی جنوب به کرانه‌های شمالی و شمال غربی دریای مازندران و به رود تِرِک (که در گرجستان و قفقاز از مغرب به مشرق جاری است و به دریای مازندران می‌ریزد) و به دریای سیاه و از مغرب به کشورهایی که امروز به اروپای شرقی معروف هستند، محدود بود.
بهترین و جامع‌ترین وصف از قلمرو حکومت خانان اردوی زرین از مؤلفان و جغرافی‌نویسان عرب سده ۸ و ۹ق/۱۴ و ۱۵م است؛ زیرا میان خان‌های اردوی زرین و دولت ممالیک مصر، روابط بسیار نزدیک و دوستانه سیاسی و اقتصادی برقرار بود و فرستادگان سلاطین مصر اطلاعات جامع و دقیقی از اردوی زرین و متصرفات آن کسب کرده بودند. خلاصه این اطلاعات را قلشقندی آورده‌است (۴/۴۵۳–۴۶۹) وی به نقل از مسالک‌الابصار از شیخ‌علاءالدولةبن‌نعمن خوارزمی، حَدّ قلمرو آلتین اردو یا بر گفته او «خوارزم و قبچاق» را چنین می‌نویسد: «طول این مملکت از دریای اصطنبول (یعنی دریای سیاه) تا نهر اریس (رودی در بلاد ترکستان که از مشرق به مغرب جریان دارد و به سیر دریا یا سیحون می‌ریزد) مسافت شش‌ماهه راه است و عرض آن از بلغار (کنار ولگا) تا باب‌الحدید (باب‌الابواب یا دربند) تقریباً چهارماهه راه است. مجموع این مملکت از ورعات (درست آ «: دَرْغان) خوارزم از مشرق تا باشقرد و از خوارزم تا نهایت بلاد سیر است که منتهای بلاد شمال است» (۴/۴۵۲). نیز قلقشندی از مسالک‌الابصار نقل می‌کند که «مبدأ عرض ابن‌مملکت از دیر قیو (؟) است که از بناهای اسکندر است و از قدیم بر آن دری آهنی بوده‌است تا بلاد بوغره، و طول از آب اریس، از بلاد خطاست تا اصطنبول یعنی قسطنطنیه و این طول از بلادی که «کَمْخ» نامیده می‌شود و میان روس و فرنگ مشترک است، کمی تجاوز می‌کند».
دیر قیو که ابن‌نعمان گفته‌است مُصَحَّف و مُحَرَّف «دمیرقَپو» ست که به ترکی به معنی دروازه آهنین یا باب‌الحدید است و مقصود همان دربند یا باب‌الابواب است. «بوغره» صورت دیگری از بلغار و بُرغار است که در کنار ولگا قرار داشت. بلاد کمخ که میان روس و فرنگ مشترک است همن بلاد کومانهاست (کمخ تحریف از کُمَن) که نخست بر ترکانِ دشت قبچاق گفته می‌شد و پس از شکست از باتو و فرارشان به هنگری و مجارستان به قسمتی از هنگری گفته می‌شد.
نیز قلقشندی می‌گوید: «از حسن رومی تاجر جهانگرد حکایت شده‌است که طول این مملکت از شهر باکو معروف به باب‌الحدید تا حدود بلاد خطا (چین شمالی) است و با راه رَویِ کاروانیان پنج‌ماهه راه است و عرض آن از جیحون تا طونا (دانوب) است» (۴/۴۵۲–۴۵۳). پس از آن قلقشندی کشورهای گوناگون این ناحیه پهناور را این چنین می‌شمارد: ۱. خوارزم؛ ۲. دشت قبچاق؛ ۳. بلاد خزر با مرکز آن به نام بَلَنْجَر؛ ۴. قِرِم ۰شبه جزیره کریمه) با مرکز آن به عنوان صُلْغات و با شهرهای اُکَک و صُوداق و کَفا؛ ۵. بلاد اَزَق (آزوف) با شهرهای کَرْش (کرچ، واقع در تنگه کرچ میان دریای سیاه و دریای آزوف)؛ ۶. بلاد چرکس؛ ۷. بلاد بلغار (کنار ولگا)؛ ۸. بلاد اولاق (افلاق یا والاخی)؛ ۹. بلاد آص (آس)؛ ۱۰. بلاد روس.

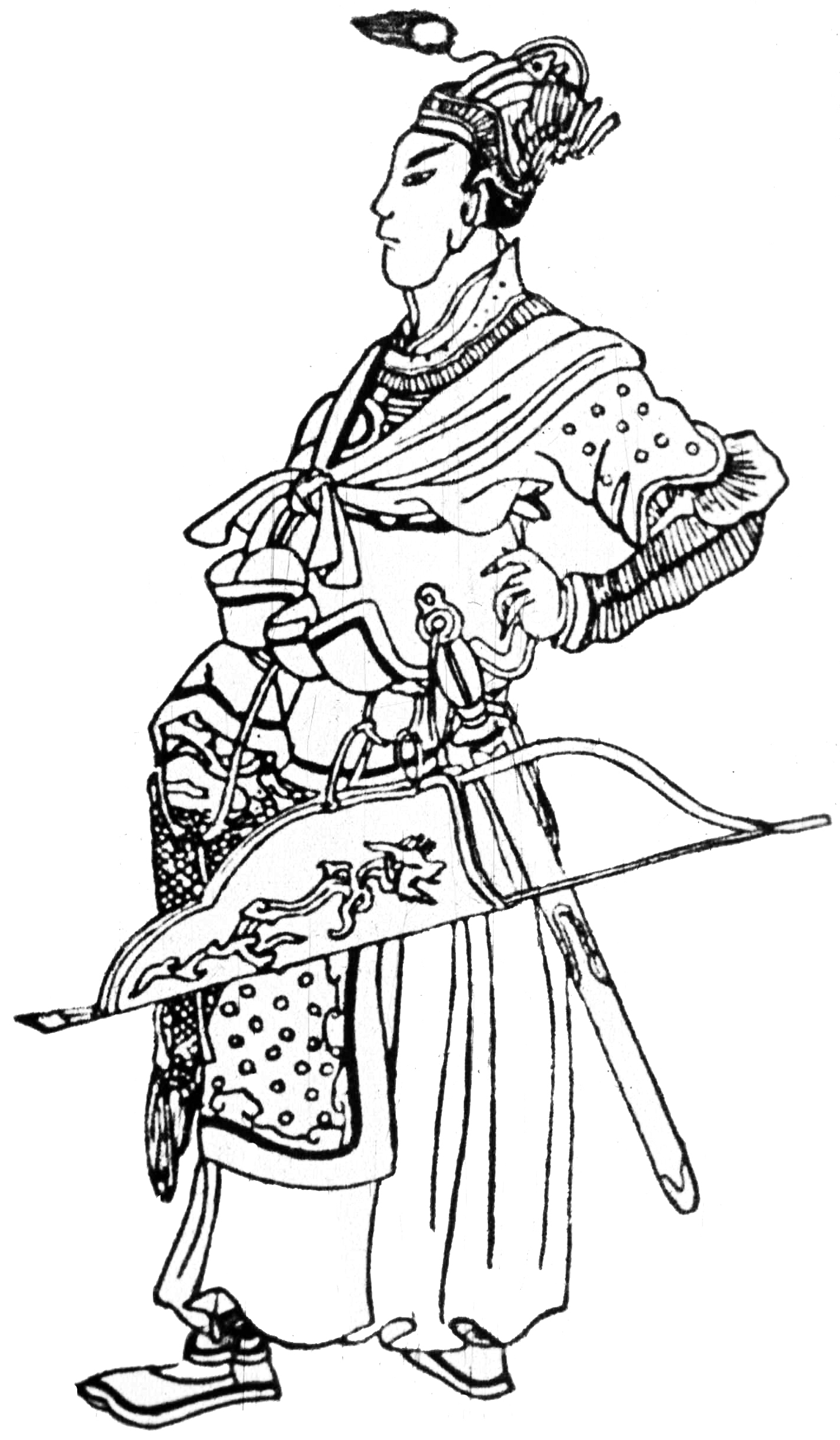
باتوخان

متصرفات اردوی زرین، در قسمت اروپایی، امیرنشین‌های روس را در بر می‌گرفت که شامل کیف، مسکو، ریازان، چرنیکوف، سوزدال، سمولینسک، ولادیمیر و جز آن می‌گشت. تصرف بیشتر این ولایات در زمان اوگتای قاآن صورت پذیرفت و پسران اوگتای و چغتای و جوچی و نیز سردار بزرگ مغول سبتای یا سوبادای در این جنگ‌ها شرکت داشتند، اما ظاهراً فرمانده کل این قوای عظیم باتو پسر ارشد جوچی بود. این سپاه بزرگ در سال بوزینه» در جمادی‌الثّانیه ۶۳۳ق/فوریه ۱۲۳۶م به سوی روسیه و اروپا روان شد. به گفته رشیدالدین فضل‌الله (جامع‌التواریخ، به کوشش بلوشه، ۲/۴۳)، باتو با لشکر به قصد پولو (لهستان) و باشغرد بر نشست. «پولو قومی بسیار بودند و به ملّت نصاری، و سرحدّ ولایتِ ایشان به فرنگ متّصل». پس از فتح لهستان آس و بلغار را گرفتند. در پاییز ۶۳۴ق/۱۲۳۷م شهر «ریازان» را محاصره کردند و پس از ۳ روز بگرفتند. باتو ۲ ماه شهر کیف را محاصره کرد و سرانجام، به کمک قدان و بوری، آن شهر نیز گرفته شد و شهر مسکو را نیز در ۵ روز بگرفتند (همو، ۲/۴۵–۴۶). تصرف مسکو به گفته گروسه در رجب ۶۳۵ق/فوریه ۱۲۳۸م اتّفاق افتاد. مغولان شهر سوزدال را آتش زدند و مردمِ شهرِ ولادیمیر را قتل‌عام کردند (ص ۴۳۴–۴۳۵).
نیروهای مغول، لهستان و مجارستان را به یاد غارت و کشتار دادند و از رود دانوب گذشته تا نزدیکی وین پیش رفتند. در این میان خبر رسید که اوگتای قاآن در ۴ جمادی‌الثّانیه ۶۳۹ق/۱۰ دسامبر ۱۲۴۱م در اثر باده خواری بسیار درگذشته‌است؛ بنابراین سپاهیان مغول دست از پیشروی در اروپای شرقی کشیده به سرعت به مغولستان بازگشتند.
بنابراین، متصرّفات باتو فرزند جوچی از مغرب تا رودهایی که به دریای سیاه می‌ریزد تا شبه جزیره قرم یا کریمه را شامل می‌شد و بنا به وصیّت چنگیز تا آنجا که سم اسبان مغول در سمت مغرب می‌رسید، به جوچی تعلّق داشت و پس از او باتو با توسعه این متصرفات وارث پدر خود گردید.
قلقشندی وصف «اقالیم» اردوی زرّین یا به گفته او «خوارزم و قبچاق» را از خوارزم آغاز می‌کند و اگرچه مدّتها پیش از روزگار او، خوارزم از اردوی زرین جدا شده و به تصرف تیمور و اولاد او درآمده بود، اما او زمان باتو و برکه (برکای) و ازبک را وصف می‌کند. ابن‌بطوطه که در نیمه اول سده ۸ق/۱۴م در زمان سلطنت محمد ازبک (۷۱۲–۷۴۱ق/۱۳۱۲–۱۳۴۰م) به خوارزم سفر کرده، امیر خوارزم را قُطْلودَمِر پسرخاله ازبک و بزرگ‌ترین امرای او می‌خواند (ص ۳۶۱).
پس از آن قلقشندی به وصف دشت قبچاق و شهر صرای (سرای، پایتخت، اردوی زرین) می‌پردازد و سپس از بلاد خَزَروقِرِم (شبه جزیره کریمه) با مرکز آن «صُلْغات» (امروز استاری – کریم) سخن می‌گوید وی ازجمله شهرهای قِرِم «اُکَک» را نام می‌برد، اما در اینجا (به پیروی از ابوالفداء در تقویم‌البلدان) مرتکب اشتباهی شده و گفته‌است: اُکَک در کنار اِتِل (= ولگا)، و میان سرای و بُلار واقع است. پس از آن می‌گوید اکک در شمال شرقی صوداق و در شمال غربی کَفاست (۴/۴۶۰). اگر اکک در کنار رود ولگا باشد، از قرم نیست و اگر نزدیک صوداق و کفا باشد از قرم است ولی نمی‌تواند در کنار ولگا باشد، اما چنان‌که یول در تعلیقات خود بر سفرنامه مارکوپولو یادآور شده‌است (گیب، ۳۵۷)، اکک واقع در کنار ولگا (آن نیز از بلاد آلتین اردو) و در ۶ مایلی ساراتوو قرار داشت، اما اکک قرم محل کوچکی بود که در نقشه‌های دریایی قدیم به نام لوکاکی یا لوکاگ یاد ده و در ساحل دریای آزوف قرار داشته و این همان شهر است که ابن‌بطوطه آن را دیده و مسافت میان آن و شهر سرای را ده روزه راه دانسته‌است (ص ۳۴۴؛ گیب، ۳۵۷).
از شهرهای قِرِم، به نقل قلقشندی از ابوالفداء در تقویم‌البلدان، شهر صوداق یا سرداق بود که ابن‌بطوطه نیز آن را یاد کرده‌است. به گفته گیب این شهر امروز سوداق نامیده می‌شود. (همان‌جا) شهر معروف دیگر شبه جزیره قرم کَفا یا کَفَه بود. پس از آن قلقشندی (۴/۴۶۱–۴۶۶) به نقل از تقویم‌البلدان، به وصف بلاد اَزَق یا آزوف می‌پردازد و بعد از بلاد چرکس واقع در مشرق دریای سیاه سخن می‌گوید و سپس از بلغار کنار ولگا و شهرهای اقجا کرمان و صارمی کرمان گفتگو می‌کند.

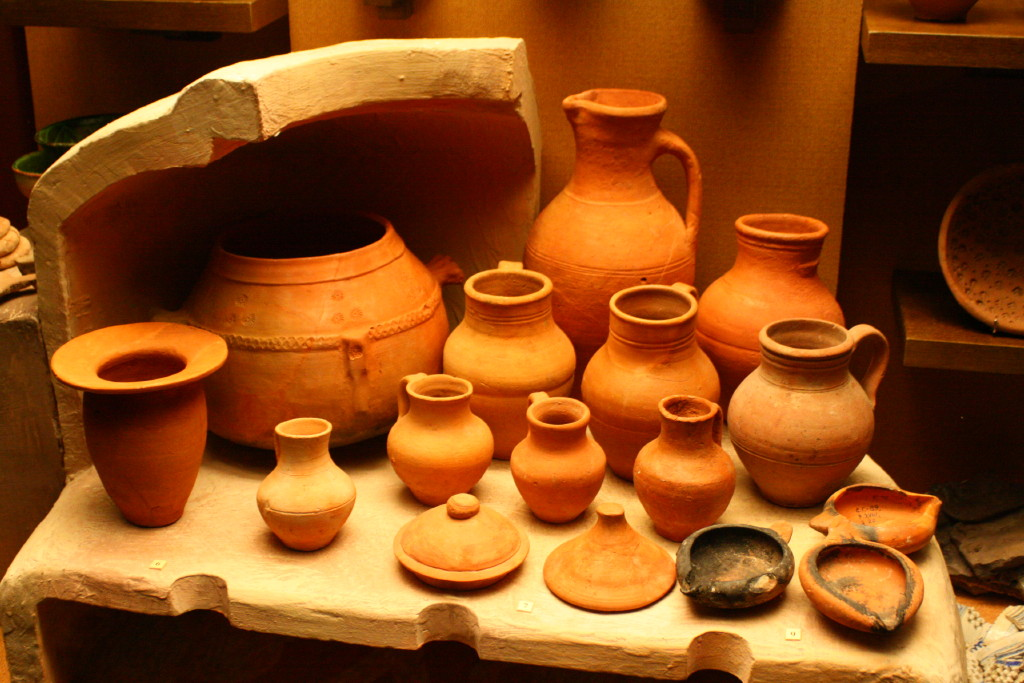
سفال‌های دوره اردوی زرین

شهر آقجا کرمان یا آق کرمان (شهر سفید) در کنار غربی مصب دنیستر قرار داشت و از ۶۳۸ق/۱۲۴۱م به تصرف اردوی زرّین درآمده بود (نکـ دائرةالمعارف اسلام، ذیل آق کرمان).
قلقشندی پس از آن از «بلادالآوْلاق» سخن می‌گوید که همان افلاق و بُغْدان یا والاخیای زمان‌های بعد است. پس از آن از بلاد «آص» (آس، اوست، آلان) و سپس از بلاد روس سخن به میان می‌آورد. از جمله شهرهای آلتین اردو «کوماجرا» را نام می‌برد که میان باکو و آزوف واقع است. این همان شهر ماجر است که ابن‌بطوطه از آن دیدن کرده‌است (صص ۳۲۸–۳۳۱). ماجر در کنار رود کوما قرار داشت و به همین جهت آن را کوماجر نیز گفتها ند. این محل امروز به برگومجاری معروف است و در ۱۱۰ کیلومتری شمال شرقی گئورگیوسک واقع است (گیب، ۳۵۷).
شهر سرای: بنا بر تصریح عطاءالملک جوینی که اثر خود را در ۶۵۸ق/۱۲۶۰م نگاشته‌است، «باتو در مخیّم خویش که در حدود ایتیل (ولگا) داشت مقام فرمود و شهری بنا نهاد که آن را سرای می‌خوانند». این قدیم‌ترین سندی است که دربارهٔ بنای شهر سرای، پایتخت اردوی زرّین یا آلتین اردو در دست است. پس از آن رشیدالدین فضل‌الله (جامع‌التواریخ، به کوشش بلوشه، ۲/۱۳۷) می‌گوید: «باتو در سنه خمسین و ستمائة (۱۲۵۲م) برکنار آب اتیل به موضع سرای وفات یافت». با این همه بعضی از متأخران بنای شهر سرای به برکه (برکای) پسر سوم جوچی نسبت داده‌اند (قلقشندی، ۴/۴۵۷). احتمال می‌رود که شهر بنا شده از سوی برکه همان سرای جدید باشد.
بارتولد می‌گوید: درحالی که جغرافی دانان از یک شهر به نام سرای بحث می‌کنند که در روی سکه‌هایی که پیدا شده کلمه «سرای الجدید» دیده می‌شود (یعنی این سکه‌های خانان آلتین اردو در شهر سرای الجدید ضرب شده‌است). تاریخ قدیمی‌ترین سکه‌ها ۷۱۰ق/۱۳۱۰م است. تنها مؤلف قدیم که از سرای الجدید نام برده، شمس‌الدین شجاعی مصری است که ابن‌قاضی شهبه از او نقل کرده‌است (دائرةالمعارف اسلام، اول، ذیل سرای): بنابراین گفتار، ازبک‌خان در سرای الجدید وفات یافته‌است (۷۴۳ق/۱۳۴۲م).
دربارهٔ آثار باقی‌مانده از شهر سرای باید گفت که در کنار نهر آختو با (آق تپه) از شعب ولگا، ویرانه‌های دو شهر به دست آمده‌است: یکی از این ویرانه‌ها در شهر تسارف و دیگری در کنار شهر سلیت رنویه یا سلیت رنوگوردوک (همان‌جا). معلوم نیست سرای جدید قسمتی از شهر سرای یا شهری نو بوده که در جای دیگری احداث شده و نیز دانسته نیست کدامیک از این دو شهر پایتخت آلتین اردو بوده‌است؟ ابوالفداء می‌گوید میان مصب ولگا در دریای خزر و شهر سرای دو روزه راه است. این سخن با شهر سلیت رنویه تطبیق می‌کند. اما به گفته همو شهر سرای در زمین مسطّحی بنا شده بود. ابن‌بطوطه نیز می‌گوید: «فی بسیط من‌الارض». به گفته شهاب‌الدین عمری در وسط شهر استخر کوچکی قرار داشت و این با شهر تسارِف مناسب است (همان‌جا). بارتولد می‌گوید: حفریاتی که ترشچنکو در ۱۲۵۹–۱۲۶۷ق/۱۸۴۳–۱۸۵۱م در محل سرای کرده، جای اعتراض باقی نمی‌گذارد که در این محل درگذشته شهری بزرگ بوده‌است. تحقیقات گریگوریف در ۱۲۶۱ق/۱۸۴۵م نیز این مطلب را تأیید می‌کند. سلیت رنویه شاید سابلوکوف این نظر را اظهار کرد که سلیت رنویه بایستی در محل «سرای قدیم» و تسارف در محل «سرای جدید» بنا شده باشد. این نظر را دیگر دانشمندان روس نیز بعدها تأیید کردند و البته نظرهای مخالفی هم اظهار شد. طی کاوشگری‌های ترشچنکو در آنجا اسکلتهای انسان‌هایی یافت شده‌است که سر یا دست و پا نداشتند. شهر سرای دوباره در ۸۷۶ق/۱۴۷۲م از سوی راهزنانِ و یاتکا و شاید دراتحاد با خان‌ها قرم ویران گردید. در حدود ۹۶۱ق/۱۵۵۴م که روس‌ها شهر استراخان را تصرف کردند، شهرهای مجاور تسارف و سلیت رنویه بودند به صورت ویرانه بودند (همان‌جا).

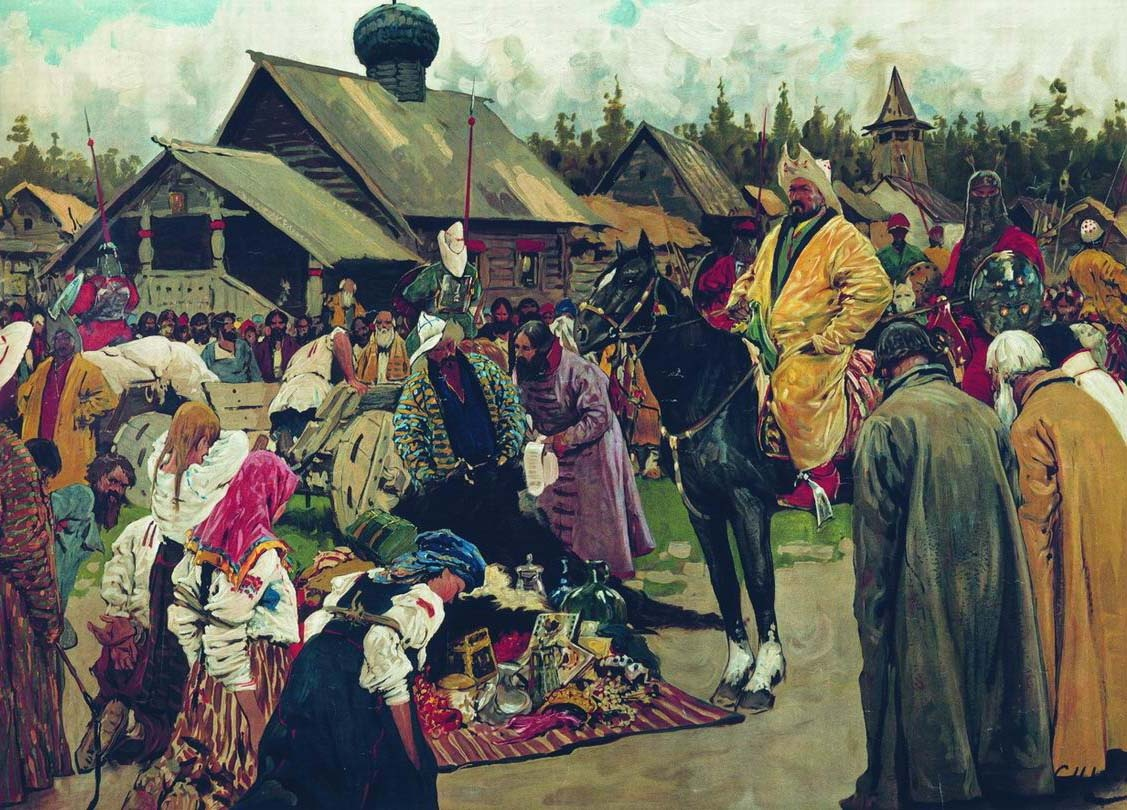
داروغه اردوی زرین در یکی از شهرهای روسیه

قلقشندی (۴/۴۵۷) از مسالک‌الابصار نقل می‌کند که: شهر سرای در زمین شوره زاری بنا شده‌است و بارو ندارد. کاخ سلطنتی آن کاخی بزرگ است که بر بالای آن هلالی زرّین به وزن دو قنطار مصری قرار دارد. در پیرامون کاخ بارویی است و در آن برجهایی است که امیران در آن می‌نشینند و اقامتگاه زمستانی ایشان است. سرای شهر بزرگی است با بازارها و حمام‌ها و ساختمان‌های خیریه. در میان شهر استخری است که آب آن برای استعمال (شست‌وشو) است، اما آب آشامیدنی از رودخانه‌ای است که در کوزه‌ها را بر گردونه‌ها می‌گذراند و برای فروش به شهر می‌آورند. فاصله این شهر از خوارزم یک ماه و نیم راه است.
ابن‌بطوطه که در زمان ازبک‌خان به شهر سرای سفر کرده در این باره چنین می‌گوید: «ما به شهر سرای رسیدیم که به سرای برکه مشهور است. شهر سرای از زیباترین شهرهاست که بسیار بزرگ است و در زمین همواری است و جای بر مردم آن از بسیاریِ ایشان تنگ است. بازارهای زیبا و راه‌های گشاد دارد. روزی با برخی از بزرگان به قصد گردش بیرونش شدیم تا از بزرگی شهر آگاهی یابیم، منزل ما در کناری از شهر بود. صبح از آنجا سوار شدیم و بعدازظهر به آخر آن رسیدیم. نماز ظهر را را خواندیم و غذا خوردیم و بازگشتیم و غروب به منزل خود رسیدیم. روزی هم عرض شهر را پیمودیم و در آن ویرانه و باغ نیست. در شهر ۱۳ مسجد برای اوقات نماز جمعه موجود است که یکی از آن برای شافعیان است. مساجدی جز مساجد جمعه بسیار است. در شهر طوایفی از اقسام ساکن در شهر آسها هستند که مسلمانند. اقوام قبچاق (ترکان قبچاق) و چرکس و روس و روم نصارا هستند. هر طایفه‌ای (از ملیتها) در محله جداگانه‌ای زندگی می‌کنند که در آن بازارهای خود را دارند. بازرگانان و غربای عراقین و شام و دیگران در محله مخصوصی هستند که بارویی بر گد آن است و این برای احتیاط و پاسداری اموال بازرگانان است. کاخ سلطان را التوش طاش می‌خوانند که به معنی سنگ زرین است» (صص ۳۵۶–۳۵۷). این نخستین‌بار است که «آلتین» یا «آلطون» به معنی زر برای کاخ زرین آلتین اردو در منبعی دیده می‌شود؛ و این نشانه ۲ چیز است: یکی چیرگی زبان ترکی و عنصر و قوم ترک بر زبان و قوم مغولی در دولتی که اصل آن مغولی بوده‌است و دیگری ارتباط کاخ زرین و سنگ زرین با نام اردوی زرین. طبیعی است که کاخ نمی‌توانست زرین باشد و نام آلتین تاش یادگار نامگذاری قدیم سیر اردو یا اردوی زرین بود که یا برای گرانبها نشان دادن اردو یا برای رنگ زرین آن بو. البته بودن «هلالی زرین به وزن دو قنطار مصری» که از مسالک‌الابصار نقل شد نیز شاید در این نامگذاری بی‌اثر نبوده‌است.

### سیاست خارجی خانان آلتین اردو
خان‌ها اردوی زرین در طول دوران قدرت خود در شرق با خان بزرگ مغول یا قاآن (که پایتخت او از زمان قوبیلای قاآن به چین انتقال یافت) یا قیدو پسر اوگتای (که از فرمان قاآن سرپیچید و امپراتوری پهناوری برای خود در مغولستان و ترکستان بنا نهاد) و با احفاد چغتای که با قیدوییان در نبرد همیشگی بودند، پیوسته در گیرودار بودند. امیرنشین‌های روسیه در سمت شمال و غرب باج‌گزار ایشان بودند و دولت ایلخانان مغول در ایران با ایشان خصومت و کشمکش داشتند. خان‌ها اردوی زرین، ارّان، شروان و آذربایجان را که در تصرف ایلخانان مغول بود، جزو قلمرو جوچی پسر بزرگ‌تر چنگیز می‌دانستند و در نتیجه خود را وارث او می‌شمردند. خان‌ها اردوی زرین در هر فرصتی که می‌یافتند بر مرزهای ایلخانان در ایران می‌تاختند و حتی گاهی تا تبریز پیش می‌آمدند، ولی به هیچ روی به مقصود اصلی خود که تصرف ارّان و آذربایجان باشد نرسیدند. این سیاست جغرافیایی با سیاست دینی توأم شد و سیاست دینی دستاویز و بهانه‌ای برای پیشبرد مقاصد سیاسی و جغرافیایی گردید. اجمال مسئله آنکه برکه برادر باتو ظاهراً به دست سیف‌الدین با خَرْزی عارف بزرگ سده ۷ق/۱۳م اسلام آورد و این هنگامی بود که باتو او را برای شرکت در نشاندن منکوقاآن بر کرسی قاآنی به قراقوروم فرستاده بود. (قلقشندی، ۴/۴۷۴) وی پس از جلوس بر تخت حکومت اردوی زرین در ترویج دین اسلام کوشید و چون هولاکوخان خلافت عباسی را در بغداد برانداخت، این کار بر او سخت گران آمد.
رشیدالدّین فضل‌الله می‌گوید: «خاطر هولاکو از تحکمات برکای (برکه) ملول شد» (جامع‌التواریخ، به کوشش علی‌زاده، ۳/۸۷) و علت آن بود که برکای از سوی باتو به قراقوروم رفت و در نشاندن منکوقاآن بر تخت سلطنت از عوامل مؤثر شد. از این‌رو برکای خود را در تثبیت حکومت منکوقاآن و برادرش هولاکوخان مؤثر می‌دانست و پس از آنکه در دشت قبچاق به حکومت اردوی زرین رسید، ایلچیان متواتر به خدمت هولاکو فرستاد و تحکّمات کرد. کیفیّت این تحکمات را رشیدالدین توضیح نداده‌است، اما در کتاب النهج‌السدید (نکـ مقریزی، 1 (2)/۴۷۳–۴۷۴، حاشیه ۵) از قول یک اسیر بغدادی در اردوی هولاکو آمده‌است: رسم بر آن بود که از فتوحات مغول از نهر جیحون به سوی مغرب هرچه به دست آید ۵ قسمت شود و از این ۵ سهم ۲ سهم از آنِ خان بزرگ و ۲ سهم از آنِ لشکر و یک سهم از خاندان باتو باشد. این رسم یا عادت، ظاهراً قراری بوده که در نتیجه مساعدت باتو برای رسیدن منکوقاآن به جانشینی خان بزرگ گذاشته شده بود. در ۶۶۰ق/۱۲۶۲م از سوی برکه ۲ فرستاده به دربار هولاکو آمدند و سهم خاندان باتو را از فتوحات هولاکو در ایران و بغداد خواستار شدند. در میان همراهان این ۲ فرستاده جادوگران هم بودند که جادوگران هولاکو را بفریفتند تا او را به پذیرش درخواستهای برکه وادارند. هولاکو آگاه گشت و آن جادوگران را بکشت. چون این خبر به برکه رسید، به دشمنی با هولاکو برخاست و با بَیْبَرس (الملک‌الظّاهِر) سلطان مملوک مصر ضد هولاکو متحد گردید (همان‌جا). آنچه در گزارش مذکور می‌تواند حقیقت داشته باشد همان مطالبه سهم خاندان باتو از فتوحات هولاکو در ایران و عراق است، اما دربارهٔ جادو که در نزد مغولان سخت مهم بود، آنچه ظاهراً درست است، قضیه توتار نواده جوچی است که در نزد هولاکو بود و او را به جادوگری متهم ساختند. هولاکو او را نزد برکه فرستاد و برکه او را به موجب قوانین چنگیزی نزد هولاکو بازفرستاد. او را به فرمان هولاکو بکشتند (۱۷ صفر ۶۵۹ق/۲۱ ژانویه ۱۲۶۱م) (رشیدالدین، جامع‌التواریخ، به کوشش علی‌زاده، ۳/۷۷). برکه نمی‌خواست توتار کشته شود و منتظر بود تا هولاکو او را ببخشد، ولی چون هولاکو او را کشت برکه کینه‌اش را به دل گرفت (همان‌جا). هولاکو گفته بود اگرچه برکه بزرگتر است و او «آقا» ست و من «اینی» هستم، اما چون رفتارش با من از «آزرم و حیا» دور است و مرا تهدید می‌کند، دیگر او را تحمل نخواهم کرد. چون برکا (برکه) از خشم هولاکو آگاه شد، گفت او شهرهای مسلمانان را خراب کرده‌است و خاندان‌های پادشاهان اسلام را برانداخته است و خلیفه مسلمانان را بی‌مشورت با دیگران به قتل رسانده‌است. اگر خداوند یاری دهد، انتقام خون بی‌گناهان را از او خواهم گرفت. پس مسئله دین، پوششی بود بر هدف‌های اساسی دیگر خان اردوی زرین که مطالبات سهم فتوحات و مطالبه ارّان و آذربایجان از آن جمله بود.
از آن تاریخ به بعد روابط ایلخانان و اردوی زرین به تیرگی کشید و بارها به دشمنی و نبرد انجامید و این دشمنی‌ها و جنگ‌ها تا زمان توقتمش‌خان و چپاول و کشتار فجیع او در تبریز ادامه داشت.

### روابط خان‌ها اردوی زرین با ممالیک مصر
روابط اردوی زرین با هولاکو تیره گردید. پیش از تیرگی روابط با هولاکو، برکه‌خان گروهی را به یاری هولاکو در جنگ با مصریان (واقعه عین‌الجالوت، ۶۵۸ق/۱۲۶۰م) فرستاده بود. مصریان عده‌ای از این تاتارها یا مغولان را درحالی که می‌خواستند از دمشق به مصر بروند، بگرفتند. پس از آن در ۶۶۱ق/۱۲۶۳م جنگی میان هولاکو و برکه درگرفت که پیروزی نخست از آنِ هولاکو و پس از آن از آنِ برکه بود. سپاهیان برکه ربیع‌الاول ۶۶۱ق/ژانویه ۱۲۶۳م در کنار آب تِرِک لشکر هولاکو را شکست سختی دادند و چون این خبر به مصر رسید، سلطان مصر، الملک‌الظاهر، و نیز مردم مصر از اینکه هولاکو در جای دیگر دچار گرفتاری شده و از شام و دمشق منصرف گشته‌است، شادمان شدند. الظاهر نامه‌ای به نوّاب خود نوشت تا آن تاتارها را که به فرمان برکه روی به مصر نهاده و گرفتار شده بودند گرامی بدارند و پذیرایی کنند (مقریزی، ۴۷۳–۴۷۵).
اما، چنان‌که از برخی منابع تاریخی برمی‌آید، پذیرایی از تاتارها پیش از شکست سپاهیان هولاکو تیره شده، اما هنوز به جنگ نینجامیده بود، زیرا به گفته رشیدالدین (۳/۸۹) جنگ در ربیع‌الاول ۶۶۱ق/ژانویه ۱۲۶۳م رخ داده بود (جامع‌التواریخ، به کوشش علی‌زاده، ۳/۸۹) درحالی‌که سپاهیان برکه در ۶۶۰ق/۱۲۶۲م به مصر رسیده بودند و سلطان مصر با آگاهی از اختلاف میان دو دولت مغول درصدد جلب حمایت برکه برآمده بود. در ۹ محرم ۶۶۱ق/۲۳ نوامبر ۱۲۶۲م خلیفه عباسی‌الحاکم بامرالله که از جانب سلطان مصر منصوب شده بود، در نماز جمعه که در آن سپاهیان برکه نیز حضور داشتند، خطبه‌ای خواند. سپس نامه‌ای مبنی بر دلجویی از برکه و تحریض او بر جهاد نوشته شد. پس از ان سلطان مصر نیز نامه‌ای به برکه نوشت و او را به جنگ با هولاکو برانگیخت (مقریزی، ۱/(۲) ۴۷۷–۴۷۹).
برکه در اول رجب ۶۶۱ق/۱۱ می ۱۲۶۳م به سلطان مصر نامه نوشت و در آن از اسلام خود و قومش آگاهی داد و از سلطان مصر خواست که او را در جنگ با هولاکو یاری دهد. در ۱۶ شعبان ۶۶۱ق/۲۵ ژوئیه ۱۲۶۳م خلیفه‌الحاکم بامرالله نماز جمعه را با حضور فرستادگان برکه برپا کرد و در خطبه نماز سلطان و برکه‌خان را دعا گفت. در رمضان/ژوئیه همین سال فرستادگان برکه در قلعه جبل قاهره حاضر شدند و خلیفه بر ایشان لباس پوشانید و سلطان هدایای بسیاری برای برکه آماده کرد که تفصیل آن در کتاب مفرّج‌الکروب، نوشته ابن‌واصل نیز در کتاب النّهج السّدید آمده‌است (مقریزی، ۴۹۷، حاشیه). نامه در ۷۰ ورق به قطع بغدادی نوشته شده و در آن سلطان، برکه را به جهاد ضد هولاکو ترغیب کرده بود.

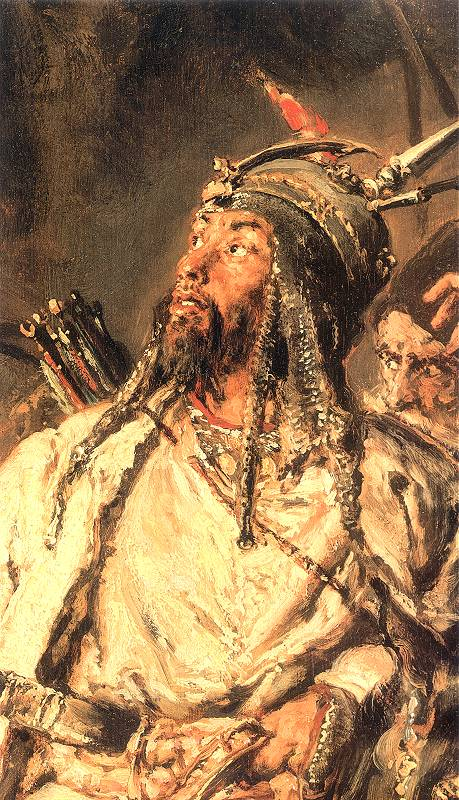
تصویر یک فرمانده اردوی زرین

چون این هدایا با فرستادگان به قسطنطنیه رسیدند، امپراتور بیزانس، میخائیل هشتم پالئولوگوس، از حرکت فرستادگان به سوی برکه جلوگیری کرد، زیرا در همان زمان فرستادگانی از سوی هولاکو به دربار بیزانس آمده بودند و امپراتور از ترس اینکه فرستادگان هولاکو از رسیدن رسولان سلطان مصر آگاه شوند، آنان را از حرکت مانع آمد. این امر مایه خشم‌الملک‌الظّاهر گردید و سرانجام امپراتور ناچار شد فرستادگان را آزاد کند و به سوی دشت قبچاق روانه سازد. در کتاب النّهج‌السّدید تفصیل مهمی دربارهٔ رسیدن سفیران مصر به دربار برکه‌خان هست که در آن از آداب و رفتار مغولان و لباس و قیافه برکه تصویر دقیقی آمده‌است (مقریزی، ۵۱۴، حاشیه).
برکه در ۶۳ق/۱۲۶۵م (رشیدالدّین، جامع‌التواریخ، به کوشش علی‌زاده، ۳/۱۰۴) در کنار رود کُر در حال لشکرکشی به ارّان درگذشت و «صندوق او را به سرای باتو بردند» و منکوتمر پسر توقوقان (طغان) پسر باتو در ۶۶۴ق/۱۲۶۶م به جای او نشست.
منکوتمر مسلمان نبود، اما با ممالیک مصر روابط حسنه داشت. وفات او به گفته رشیدالدّین (جامع‌التواریخ، به کوشش بلوشه، ۲/۱۴۲) در ۶۸۱ق/۱۲۸۲م بود و پس از او تودا مونککا (تودامنکو، تُدان منکو) پسر سوم توقان در همان تاریخ بر تخت نشست. او در ۶۸۲ق/۱۲۸۳م نامه‌ای به خط مغولی به سلطان مصر نوشت و در آن از اسلام آوردن خود آگاهی داد (مقریزی، 1 (3)/۷۱۶).
در ۶۸۶ق/۱۲۸۷م سلطان مصر، ملک منصور سیف‌الدین قَلاوون الفی، نامه‌ای به دشت قبچاق (آلتین اردو) نوشت و … ‘۲ دینار برای تعمیر مسجد جامع قرم فرستاد و فرمود تا القاب سلطان را بر ان بنویسند. در همین سال تدان منکو از سلطنت اردوی زرّین استعفا کرد و راه پارسایی و گوشه‌گیری در پیش گرفت و خواست تا برادرش تلابُغا پسر منکوتمر را بر تخت بنشانند (مقریزی، ۷۳۸). رشیدالدین (جامع‌التواریخ، به کوشش بلوشه، ۲/۱۴۲) می‌گوید پسران منکوتمر و پسران تارتو، تدان منکو را به عنوان دیوانگی از پادشاهی برکنار ساختند و خود به مشارکت، ۵ سال پادشاهی کردند. پس از آن به تفصیلی که رشیدالدین آورده، توقتا پسر منکوتمر به کمک نوقای به پادشاهی اردوی زرین رسید. تفصیل جنگ‌های توقتا با نوقا و کشته شدن نوقا را رشیدالدّین آورده‌است (همان، ۱۴۵–۱۵۰).
روابط ممالیک مصر با آلتین اردو در زمان سلطنت ازبک‌خان بر اردوی زرین (۷۱۲-شوال ۷۴۲ق/۱۳۱۳-مارس ۱۳۴۲م) و سلطنت ملک ناصر محمدبن‌قلاوون (بار سوّم پادشاهی: شوال ۷۰۹–۲۱ ذیحجه ۷۴۱ق/مارس ۱۳۱۰–۷ ژوئن ۱۳۴۱م) به اوج خود رسید. ملک ناصر قلاوون از بزرگ‌ترین سلاطین مملوک مصر بود و همو بود که در دومین دوران پادشاهی خود در ۷۰۲ق/۱۳۰۳م در جنگ معروف شَفْحَب، سپاهیان غازان را شکست سختی داد، اما سلطان (محمد) ازبک پسر طغریلجه پسر منکوتمر که او را ملک مظفّر غیاث‌الدین می‌خوانند نیز بزرگ‌ترین پادشاه خاندان جوچی از آلتین اردو ات که در رمضان ۷۱۲ق/ژانویه ۱۳۱۳م پس از عمّش توقتا (طقطای مورخان عرب) در سرای به تخت نشست. او مسلمان بود و در مسلمانی تعصب داشت و بسیاری از بخشیان (روحانیون مغول) و جادوگران را کشت و با سلطان‌الملک‌الناصر روابط بسیار نزدیکی برقرار کرد. در زمان او فرستادگان از هر دو طرف به دربار یکدیگر آمد و رفت داشتند، چنان‌که یک‌بار شمار فرستادگان ازبک به دربار سلطان مصر به ۱۷۴ نفر می‌رسید (مقریزی، ۲/۱۳۲، حاشیه به نقل از النّهج‌السّدید). ملک ناصر دختری از خاندان جوچی را از سلطان ازبک خواستگاری کرد که نخست به علت درخواست مهر سنگین از سوی ازبک، ناصر از آن چشم پوشید و بعد ازبک دختری را به نام طُلِنْبای یا دُلِنْبیه از خاندان جوچی با جلال و شکوه فراوان فرستاد که تفصیل آن در کتاب‌های مورخان مصر آن زمان آمده‌است. این دختر را ملک ناصر نپسندید و پس از چندی او را طلاق داد و به عقد یکی از امیران خویش درآورد. سرانجام این زن پس از چندبار ازدواج در قاهره درگذشت و این امر موجب سردی روابط دو کشور شد که بعداً اصلاح شد (برای تفصیل، نکـ مقریزی، ۲/۲۰۳، ۲۰۴، ۲۰۵، ۲۹۸).
مسئله دیگری نیز مایه بروز رنجشی میان ازبک‌خان و الملک‌الناصر گردید و آن حملات ازبک‌خان به قلمرو ایلخانان بود. ازبک‌خان توقع داشت که الملک‌الناصر در این حملات او را یاری دهد. به گفته وصّاف (صص ۶۳۵–۶۳۸) ازبک‌خان در زمان پادشاهی سلطان ابوسعید بهادر، آخرین ایلخان بزرگ مغول در ایران، در «قلب شتاء» ۷۱۸ق/۱۳۱۹م به اران لشکرکشی کرد و تا کنار رود کُر آمد و سپس جنگ ناکرده بازگشت، زیرا به او گفته بودند که امیر چوپان، سردا ابوسعید، با ۱۰ فرمان لشکر (۰۰۰‘۱۰۰ نفر) در راه او کمین کرده‌است. سمرقندی این بازگشت را هزیمت می‌داند (ص ۳۳). بار دیگر در ۷۲۵ق/۱۳۲۵م امیر چوپان از سوی ابوسعید، لشکر به دیار ازبک کشید و تا کنار آبِ تِرِک پیش رفت (همو، ۵۹). در ۷۳۶ق/۱۳۳۶م سلطان ابوسعید برای دفع حمله ازبک خان، به ارّان و شروان رفت و همان‌جا فوت کرد (همو، ۹۸–۹۹).
به نقل رمزی (۱/۵۲۸)، ازبک‌خان از ملک ناصر در جنگ با سلطان ابوسعید یاری خواسته و ملک ناصر به این استمداد پاسخ نداده بود زیرا گویا ابوسعید و امیرچوپان از ملک ناصر درخواست آشتی کرده بودند و ملک ناصر، ابوسعید را از قصد ازبک در حمله به ارّان و آذربایجان آگاه ساخته و امیرچوپان از این امر سپاسگزاری کرده هدایایی به ارزش ۰۰۰‘۵۰ تومان برای ملک ناصر فرستاده بود. این مسئله بر ازبک‌خان گران آمد و نامه‌ای عتاب‌آمیز برای ملک ناصر فرستاد. ناصر عذر آورد که این امر برای پاسخ به دعوت به اقامه شعایر اسلام بوده و او نمی‌توانسته از آن تخلف کند.
مقریزی در ذکر رویدادهای سال ۷۱۷ق/۱۳۱۸م می‌گوید که در این سال نامه اسماعیل‌بن‌محمدبن‌یاقوت سلامی به الملک‌لناصر رسید که ابوسعید پسر اُلجایتو (یعنی سلطان محمد خدابنده) و وزیرش خواجه علیشاه و امیر چوپان و امیران بزرگ مغول به صلح (با سلطان مصر) گردن نهاده‌اند و با این نامه هدیه‌ای از خواجه رشیدالدّین همراه بود. از سوی سلطان مصر هدیه بزرگی برا سلطان ابوسعید فرستاده شد (۲/۱۷۵۹. این گفته نشان می‌دهد که نامه ابوسعید در همان آغاز سلطنت او و پیش از قتل رشیدالدّین بوده‌است. نیز می‌رساند که سیاست دربار ابوسعید (چون خود ابوسعید در آن زمان نوجوان بود) تغییر کلی کرده بود و دربار او می‌خواست به هر وسیله اتحاد سلطان مصر را با التین اردو برهم بزند و در این کار توفیق هم به دست آورده بود. شاید بزرگ‌ترین علت این کار، نومیدی کلی دربار ایلخان از هدف قدیمی خود، یعنی رخنه در شام بوده‌است و از این‌رو می‌خواسته‌اند با آشتی با ممالیک مصر تمام همّ خود را متوجه دشمن شمالی یعنی آلتین اردو سازند.

### روابط آلتین اردو با امیران روسیه
امیران روسیه در مسکو و شهرهای دیگر تابع و باج‌گزار خان‌های آلتین اردو بودند. آلکساندر نوسکی (۶۱۶–۶۶۱ق/۱۲۲۰–۱۲۶۳م) امیر بزرگ روسیه که در مغرب، آلان‌ها و سوئدی‌ها و لیتوانیایی‌ها را شکست داده بود و به علت مغلوب ساختن سوئدی‌ها بر روی رودخانه نوا (در ۶۳۷ق/۱۲۴۰م) به لقب نوسکی معروف شده بود، در مشرق و جنوب در برابر مغول‌ها یعنی خان‌های آلتین اردو سیاست فرمانبری و تبعیت را در پیش گرفت و فرمان مغولان را مبنی بر سرشماری، برای گرفتن مالیات از روسها، گردن نهاد. باتو او را در ۶۴۰ق/۱۲۴۲م با برادرش اندری به قراقوروم نزد خان بزرگ اوگتای فرستاد. آلکساندر نوسکی در ۶۶۱ق/۱۲۶۳م هنگام بازگشت از دربار آلتین اردو از دنیا رفت.

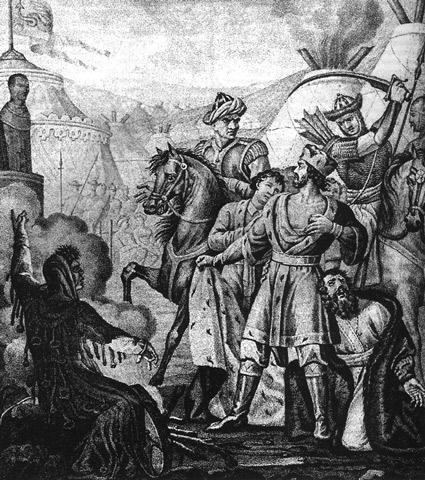
یک شاهزاده روس در اردوی زرین تنبیه می‌شود.

در زمان اوزیک‌خان دخالت آلتین اردو در امور امرای روس به اوج خود رسید و به حوادث مهمی در تاریخ روسیه انجامید. میخائیل، امیر تِوِر با گئورگی (یورمی) امیرِ مسکو در رسیدن به مقام امارت بزرگ روس به ستیز پرداختند و روس‌ها به عللی جانب میخائیل امیر تِوِر را گرفتند. پس از مرگ توقتا و جلوس ازبک خان، میخائیل برای بیعت با ازبک و تبریک جلوس او به دربارش رفت و ۲ سال در سرای ماند. ازبک فرمانی دایر بر تصدیق امارت (کینیاز بودن) او صادر کرد و او را روانه تِوِر ساخت. در این میان گئورکی امیر مسکو به وسایل بسیاری متشبّت گشت تا فرمان کینیاز بودن خود را از ازبک‌خان گرفت و میخائیل از امارت عظمی معزول گردید. میخائیل به فرمان ازبک گردن ننهاد، ولی فرستادگان مغول را با احترام پذیرفت. پس از آن میخائیل و گئورکی برای محاکمه به دربار ازبک‌خان رفتند و گئورکی معایب و نافرمانی‌های میخائیل را برشمرد تا آنجا که ازبک فرمان قتل وی را صادر کرد (۷۱۸ق/۱۳۱۸م) و گئورکی کینیازِ بزرگ روس گردید. پس از آن دیمتری پسر میخائیل به آلتین اردو رفت و خدمات و اخلاص پدر خود را به ازبک‌خان گوشزد کرد تا آنجا که ازبک دیمتری را به جای پدرش میخائیل به مقام کینیازی منصوب کرد. در ۷۲۵ق/۱۳۲۵م گئورکی به اردوی زرین رفت و دیمتری نیز به آنجا شتافت و چون چشمش به گئورکی افتاد او را همان‌جا به قتل رسانید. ازبک پس از چندی دیمتری را به قصاص قتل گئورکی بکشت و مقام کینیازی را به آلکساندر برادر دیمتری و پسر میخائیل داد. پس از آن ازبک، شفقال‌خان پسرعموی خود را برای اصلاح برخی امور به تِوِر شفقال‌خان را با بسیاری از فرستادگان ازبک به قتل رساند. ازبک، ایوان اول پسر دائیل و برادر گئورکی مقتول را که کینیاز مسکو بود به دربار خود فراخواند و فرمان داد به تِوِر لشکرکشی کند. ایوان (ایوان دانیلوویچ) با سپاهیانی از مسکو و سوزدال و مغول، تِوِر را در محاصره گرفت و آن شهر را به تصرف درآورد و بیشتر مردم آن را کشت. ازبک به پاس این موفقیت ایوان دانیلوویچ را کینیاز بزرگ سرتاسر روسیه کرد و از آن تاریخ شهر مسکو روی به ترقی نهاد و دیگر امیران روسیه به فرمان کینیاز مسکو درآمدند. ایوان حق جمع‌آوری مالیات برای آلتین اردو را از نواحی روسیه به دست آورد و از این‌رو به لقب «کالیتا» (کیسه پول) مشهور گردید. ایوان دانیلوویچ در اثر اطاعت از آلتین اردو نفوذ خود را در داخل روسیه استحکام بخشید. او تا شوال ۷۴۱ق/مارس ۱۳۴۱م زنده بود (رمزی، ۱/۵۳۵–۵۴۱؛ بریتانیکا، ذیل ایوان اوّل دانیلوویچ).
پس از مرگ ازبک‌خان در ۷۴۲ق/۱۳۴۱م پسرش جانی‌بیک‌خان به پادشاهی رسید. جانی‌بیک‌خان در ۷۵۸ق/۱۳۵۷م پس از بازگشت از تبریز و رهانیدن مردم آذربایجان از بیداد ملک اشرف چوپانی درگذشت. پس از او پسرش بردی‌بیک به پادشاهی رسید و او نیز پس از دو سه سال درگذشت و کرسی آلتین اردو با مرگ او از اخلاف باتو خالی ماند و همه جا ازجمله در استراخان و قرم (کریمه) مدعیان سلطنت و استقلال پیدا شدند. اگرچه بعضی از مورخان ازجمله ابن‌خلدون توقتمش‌خان را پسر بِردی‌بیک دانسته‌اند، اما ظاهراً توقتمش‌خان از اولاد خان‌های آق اردو است (نکـ آق اردو، توقتمش خان). در این میان مردی نیرومند به نام مَمای‌خان در قرم ظهور کرد و بر شهر سرای مسلط شد. به این سبب که او گاه به گاه یکی از افراد را به عنوان اینکه از خاندان باتوست به تخت می‌نشاند، به تاج بخش معروف گشت. امیر ممای که در کارهای کینیازی‌های روس نیز دخالت می‌کرد، سرانجام مجبور به جنگ با کینیاز بزرگ روس شد.
دیمتری دُنسکوی در ۹ سالگی، با عنوان امیر یا کینیاز مسکو، جانشین پدرش ایوان دوم شد. وی پس از تأمین موفقیت خود در شمال شرقی روسیه، توجه خود را معطوف آلتین اردو در جنوب ساخت. ممای دانسته بود موقتاً از اضمحلال اردوی زرین جلوگیری کند و به اراضی روسیه که با باج‌گزاری سرباز می‌زدند، حمله کند؛ ولی روس‌ها لشکریان ممای را شکست دادند و سرانجام ممای با جمع‌آوری لشکری عظیم به مقابله با دیمتری شتافت. جنگ بسیار سختی در دشت کالیکوو در ملتقای رود دُن با نپریادوا درگرفت که به شکست اردوی زرین انجامید و چون این پیروزی برای دیمتری در کنار رود دُن اتفاق افتاد، او در تاریخ روسیه به دیمتری دُنسکوی معروف گردید (۷ جمادی‌الثانی ۷۸۲ق/۸ سپتامبر ۱۳۸۰م). پس از آن ممای در جنگ با توقتمش‌خان شکست خورد و هلاک شد. چیزی نگذشت که توقتمش‌خان با سپاهی فراوان روی به مسکو نهاد (۷۸۳ق/۱۳۸۱م) و دیمتری دُنسکوی از ترس او از مسکو بیرون رفت و توقتمش‌خان شهر را در ۱۳ جمادی‌الثانی ۷۸۵ق/۱۳ اوت ۱۳۸۳م گرفت و به باد چپاول داد. پس از آن باز تا مدتی کینیازهای روسیه و مسکو ناچار به فرمانبری از خان‌های اردوی زرین گشتند.

### زوال حکومت آلتین اردو
توقتمش‌خان یکی از پادشاهان بزرگ آلتین اردو بود، اما در روزگار او امیرتیمور ۲ بار به دشت قبچاق لشکر کشید و شهر سرای را به باد چپاول و کشتار داد و توقتمش‌خان با همه قدرت خود از او شکست خورد و دیگر نتوانست قد راست کند و سرانجام پس از سال‌ها دربه دری در ۸۰۷ق/۱۴۰۴م در ناحیه تولس درگذشت.

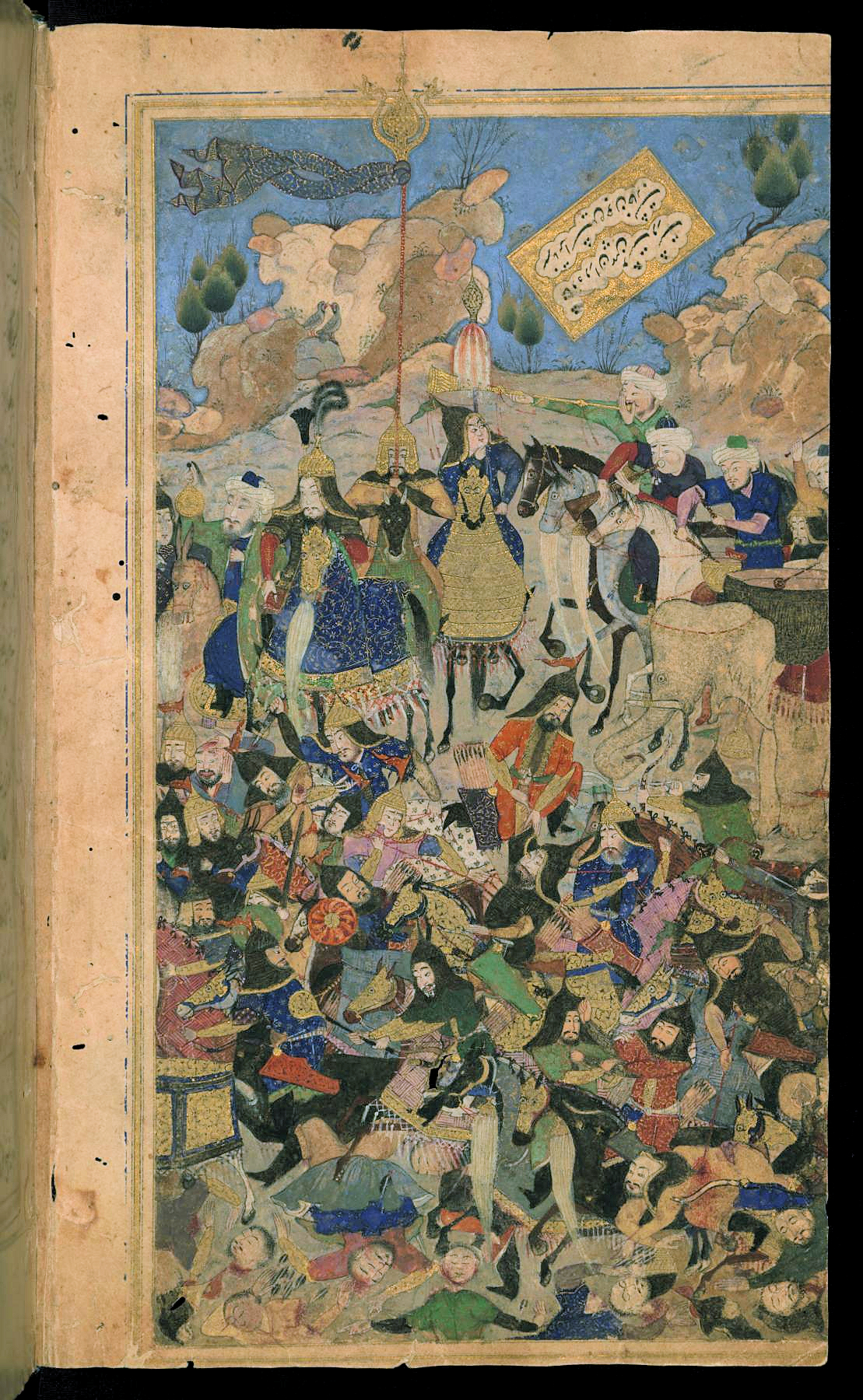
حمله نیروهای امیر تیمور به اردوی زرین.

تیمور در یورش اول خود به دشت قبچاق در ۷۹۳ق/۱۳۹۱م، تیمور قُتْلُغ پسر تیمور ملک و ایدی گو (یِدی گو) پسر بالتی چاق (نطنزی، ۹۵: منجم باشی النجاق آورده که نادرست است) و قویری حق اعلان از خاندان جوچی را نزد خود خواند و تیمور قتلغ (از شاخه آق اردو) را بر اُلوس جوچی فرمانروا ساخت و قویری جق (یا کویجه) اغلان را با او شریک نمود و ادی گو را نیز با ایشان همراه کرد. تیمور قتلغ و ایدی گو از ادامه خدمت در نزد تیمور سرباز زدند و قویری جق اغلان در خدمت او ماند. بار دوم که تیمور توقتمش را شکست داد (۷۹۷ق/۱۳۹۵م) قویری جق را احضار کرد و او را بر اُلُوس آلتین اردو حاکم ساخت. قویری جق که نواده اروس‌خان از شعبه آق اردو بود، در ۷۹۷ق/۱۳۵۹م بر تخت آلتین اردو نشست (منجم باشی، نسخه خطی) و در ۸۱۱ق/۱۴۰۸م مرد. تیمور قتلغ که از وفاداری به تیمور سرباز زده بود، در ۷۹۷ق/۱۳۵۹م به گفته منجم باشی ۱۵ جنگ با توقتمش‌خان کرد. وفات تیمور قتلغ در ۸۰۲ق/۱۴۰۰م اتفاق افتاد و پس از او شادی‌بیک پسرش فولادخان ۲ سال پادشاهی کرد و پس از او تیمور سلطان پسر تیمور قتلغ بر تخت نشست و باز میان وی و ایدی گو اختلاف واقع شد تا آنکه سرانجام پسران توقتمش‌خان روی کار آمدند و ایشان نیز کاری از پیش نبردند و کار آلتین اردو به تباهی و فروپاشی گرایی.
ایدی گو در دوران اقتدار خود اگرچه نام خانی نداشت، اما حاکم واقعی اردوی زرین بود و همو بود که در ۸۰۱ق/۱۳۹۹م در ورسکلا لیتوانیایی‌ها را شکست داد و در ۸۱۰ق/۱۴۰۷م در زمان حکومت واسیلی اول کینیاز بزرگ مسکو، این شهر را در حصار گرفت و پس از گرفتن جزیه و باج بازگشت.
آخرین پادشاه معروف آلتین اردو محمد سلطان معروف به «کوچک محمدخان» پسر تیمور سلطان پسر تیمور قتلغ است که به گفته منجم باشی در ۸۳۰ق/۱۴۲۷م بر تخت نشست و با امیران مسکو وروس به جنگ پرداخت و از ایشان خراج گرفت و با مردم به عدل و داد رفتار کرد. منجم باشی او را جدّ پادشاهان قرم می‌داند.
اشاره منجم باشی به جنگ محمدخان با مسکو، مربوط است به جنگ‌هایی که میان او و کینیاز بزرگ مسکو به نام واسیلی دوم یا واسیلی کور روی داد و شهر مسکو در ۸۴۲ق/۱۴۳۸م به محاصره خان مغول درآمد و نیز جنگ سوزدال در ۸۴۸ق/۱۴۴۴م بود که در آن واسیلی اسیر شد (بریتانیکا، ذیل واسیلی). اردوی زرین در سده ۹ق/۱۵م به ۳ خان‌نشین منقسم شد: خان‌نشین استراخان، خان‌نشین قرم یا کریمه و خان‌نشین قازان.
اردوی زرین اگرچه بر پایه امپراتوری مغول بود و پادشاهان و خان‌های آن از اولاد چنگیز بودند، اما ماهیت دولت و حکومت، ترک بود. عنصر ترکی به زودی بر عنصر مغولی غلبه یافت و خط اویغوری با زبان ترکی قبچاقی زبان رسمی مملکت گردید. دشت قبچاق منبع بی‌پایانی برای سپاهیان عالم اسلام در مصر شد؛ بیشتر ممالیک مصر (تا زمان ظاهر برقوق) و اکثریت سپاهیان مصر از ترکان دشت قبچاق بودند که به عنوان غلام در آنجا خریده می‌شدند و از راه دریای سیاه و امپراتوری بیزانس به مصر انتقال می‌یافتند. این غلامان در نتیجه کفایت و شجاعت و قدرت جسمانی خود به مقامات بزرگ نظامی و سیاسی می‌رسیدند، چنان‌که ممالیک آن سرزمین در جنگ با ایلخانان ایران بر نیروهایی که از ترکن دشت قبچاق تشکیل می‌شد متّکی بودند. درحقیقت دشت قبچاق در آن زمان جز پوستهای گرانبها و بردگان نیرومند چیزی برای عرضه به دنیای متمدن نداشت و منبع اصلی ثروت و اقتصاد آن همان بازرگانی برده بود. در نتیجه گرویدن پادشاهان بزرگ اردوی زرین به دین اسلام، تمدن اسلامی در سراسر دشت‌های جنوب روسیه رواج پیدا کرد و شهرهای اردوی زرین پر از عالمان و مدارس و مساجد و خانقاه‌ها گردید، اما خان‌های اردوی زرّین تسامح سنّتی مغول را در برابر ادیان همچنان حفظ کردند و ادیان دیگر را با معابد خود آزاد گذاشتند و مخصوصاً به مسیحیّت و روحانیون کلیساهای ارتودوکس و نسطوری آن به چشم احترام می‌نگریستند. آوازه دادگستری شاهان اردوی زرین در سراسر ممالک اسلامی پیچیده بود، امّا حملات امیر تیمور و ویرانی‌های حاصل از آن در دشت قبچاق موجب تلاشی حکومت آلتین اردو گردید.

## یادداشت
1. ↑  به همین دلیل به این قسمت امپراتوری مغول جوچی اولوس هم می‌گفتند.[۷]